# Sergio Villa
Sergio Villa, conocido como Sergio el Timbirichero (Ciudad de México), fue uno de los concursantes del reality show mexicano, Buscando a Timbiriche: La Nueva Banda, donde fue uno de los 30 elegidos (15 hombres y 15 mujeres) cuyas edades oscilaban entre los 15 y los 23 años de edad, que fueron elegidos para vivir en la escuela Timbiriche, y competir para ser seleccionados cómo uno de los 7 miembros de La Nueva Banda Timbiriche en honor de la banda Timbiriche original. No obstante, Sergio fue eliminado del reality en la Semifinal del 14 de octubre de 2007. 
A pesar de ser eliminado de en la Semifinal del reality, Sergio era constantemente felicitado por el Consejo Timbiriche, así como por los creadores de la banda original, por tener una de las mejores voces del concurso. De hecho, Sergio ha tenido una gran cantidad de fanáticos tanto en México cómo en otros países de Latinoamérica, en comparación a los otros concursantes del reality. Aparte de su talento cómo cantante, también fue un genial pintor y decorador de interiores.
Debido a que Sergio ha tenido previsto continuar su proyecto musical, el rumor de que una nueva banda llamada "Los Plasticenos" sería creada por el productor Eduardo Capetillo, se ha publicado en varias páginas web. Esta banda alternativa se suponía que incluiría a Sofía, Sergio, Marcela, Nain, Fabián y Verónica (exconcursantes de Buscando a Timbiriche: La Nueva Banda). Sin embargo, esta información nunca ha llegado a ser confirmada.
Hasta el momento, no se sabe nada sobre Sergio Villa, ni siquiera si aún sigue de pie para continuar su proyecto cómo cantante.
- Datos: Q7454445